# Communauté rurale de Ndioum Ngainth
La communauté rurale de Ndioum Ngainth est une communauté rurale du Sénégal située au centre du pays. 
Elle fait partie de l'arrondissement de Darou Minam 2, du département de Malem Hodar et de la région de Kaffrine.
En 2011 une scission conduit à la création de la communauté rurale de Ndiobène Samba Lamo.